# Georg Christl
Georg Christl (Pfaffenberg, Alemanha, 3 de Outubro de 1913 - 31 de Março de 1991) foi um piloto alemão que serviu na Luftwaffe durante a Segunda Guerra Mundial. Atingiu o posto de Major, numa carreira militar onde, como piloto, realizou mais de 300 missões de combate, nas quais obteve 7 vitórias aéreas (algumas fontes indicam 17 vitórias), o que o classifica como um ás da aviação. Durante a sua carreira militar, destacou-se por ser um dos mais técnicos pilotos de caças pesados da Luftwaffe, tendo sido conhecido por ser um grande entendedor de armamento e mecânica.

## Carreira Militar
Christl iniciou a sua carreia militar como piloto de reserva, juntando-se ao 7º Staffel da Zerstörergeschwader 26 (ZG 26) no final de 1940, unidade da qual se tornou Staffelkapitän no dia 12 de Abril de 1941. Mais tarde, é transferido para o teatro de guerra mediterrânico onde, para além de efectuar várias missões de ataque a alvos terrestres, conseguiu abater três caças Hurricane. Pelo serviço prestado, é condecorado com o Troféu de Honra da Luftwaffe no dia 13 de Junho de 1941.
Nomeado como Gruppenkommandeur do III Gruppe da ZG 26, é promovido a Capitão. Foi condecorado com a Cruz de Cavaleiro da Cruz de Ferro, depois de ter abatido três caças inimigos, destruído sete tanques, 40 veículos de transporte e 10 veículos blindados.
Liderou a sua unidade nos últimos combates na Tunísia antes da rendição do Afrika Korps, em Maio de 1943, e mais tarde participou nos ataques alemães contra as forças aliadas na Sicília, somando mais quatro vitórias aéreas. No dia 8 de Fevereiro de 1943, é condecorado com a Cruz Germânica. Em Julho de 1943 Christl é retirado da frente de combate e nomeado para prestar serviço do gabinete do General der Jagdflieger Adolf Galland, onde ficou até Junho de 1944, quando foi designado para comandar o Jagdgruppe 10, uma unidade responsável por testar e desenvolver novos tipos de armamento, onde prestou serviço até ao final da guerra.

### Patentes
- Leutnant (Segundo-tenente)[4]
- Oberlautnant (Primeiro-tenente)[4]
- Hauptmann (Capitão), em 1941[4]
- Major (Major), em 1942[4]

### Condecorações
- Cruz de Ferro 2ª Classe[1]
- Cruz de Ferro 1ª Classe[1]
- Troféu de Honra da Luftwaffe, em 13 de Junho de 1941[1]
- Cruz Germânica em Ouro, em 28 de Dezembro de 1942[1]
- Cruz de Cavaleiro da Cruz de Ferro, em 18 de Março de 1942[1]